# Đường cao tốc Chợ Bến – Yên Mỹ
Đường cao tốc Chợ Bến – Yên Mỹ (ký hiệu toàn tuyến là CT.14) là một đoạn đường cao tốc thuộc hệ thống đường cao tốc Việt Nam thuộc địa bàn bốn tỉnh thành Phú Thọ, Hà Nội, Ninh Bình và Hưng Yên.

## Đoạn Chợ Bến – Hà Nam

### Vị trí
Đoạn Chợ Bến – Hà Nam có chiều dài 19 km, điểm đầu tại nút giao đường vành đai 5 Hà Nội thuộc xã Thanh Cao, huyện Lương Sơn, tỉnh Hòa Bình và điểm cuối là nút giao Liêm Tuyền tại đường cao tốc Cầu Giẽ – Ninh Bình thuộc xã Liêm Tuyền, thành phố Phủ Lý, tỉnh Hà Nam.

### Xây dựng
Dự kiến sẽ được đầu tư xây dựng sau năm 2030.

## Đoạn Hà Nam – Yên Mỹ

### Vị trí
Đoạn trên địa bàn Hà Nam dài 16 km, từ nút giao Liêm Tuyền trên đường cao tốc Cầu Giẽ – Ninh Bình đến cầu Hưng Hà. Đoạn trên địa bàn Hưng Yên dài gần 25 km, từ cầu Hưng Hà đến nút giao của đường cao tốc Hà Nội – Hải Phòng với quốc lộ 39 ở xã Lý Thường Kiệt (Yên Mỹ), cắt qua khu đô thị đại học Phố Hiến vượt đê sông Hồng với cầu Hưng Hà tại địa bàn xã Hoàng Hanh, huyện Tiên Lữ. Đoạn cầu Hưng Hà dài 2,1 km.

### Thiết kế và xây dựng
Tuyến đường này được xây dựng theo tiêu chuẩn đường cấp 2 đồng bằng với 4 làn xe cơ giới, 2 làn xe thô sơ và có đường hai bên. Tuyến đường đã được thông xe giai đoạn 1 vào tháng 1 năm 2019.
Giai đoạn 2 được triển khai thi công từ năm 2021, dự kiến hoàn thành tháng 12/2023 và được chia làm 2 dự án thành phần, giao cho hai tỉnh Hà Nam, Hưng Yên làm chủ đầu tư.
Dự án thành phần I (giai đoạn 2) xây dựng đường nối hai đường cao tốc đoạn qua địa phận tỉnh Hưng Yên từ Km 0 - Km 24 + 930,9 (nút giao quốc lộ 39) có chiều dài 23,83km do Sở GTVT tỉnh Hưng Yên làm chủ đầu tư. Dự án có tổng mức đầu tư 1.051 tỷ đồng và được khởi công từ tháng 11 năm 2021.
Dự án thành phần II (giai đoạn 2) xây dựng tuyến đường bộ nối hai cao tốc đoạn qua địa phận Hà Nam do Sở GTVT tỉnh Hà Nam làm chủ đầu tư. Dự án có chiều dài 15,5km, tổng mức đầu tư hơn 700 tỷ đồng. Dự án đã được khởi công vào tháng 2 năm 2022.
Trong tuơng lai, sẽ nâng cấp lên đường cao tốc và tăng cường mặt đường cho 4 làn xe và 2 làn dừng khẩn cấp.

## Lộ trình chi tiết

### Đoạn Chợ Bến – Hà Nam
Bắt đầu từ Chợ Bến, cao tốc đi trùng tuyến với đường vành đai 5 (Hà Nội) đến địa phận xã Mỹ Đức, thành phố Hà Nội thì tách tuyến và chuyển hướng Đông Đông Bắc, đi qua địa phận huyện Ứng Hòa và huyện Phú Xuyên cũ, sau đó vượt sông Hồng bằng cầu Phú Xuyên để sang địa phận tỉnh Hưng Yên.

### Đoạn Hà Nam – Yên Mỹ
Đoạn trên địa bàn Hà Nam dài 16 km, từ nút giao Liêm Tuyền trên đường cao tốc Cầu Giẽ – Ninh Bình đến cầu Hưng Hà. Đoạn trên địa bàn Hưng Yên dài gần 25 km, từ cầu Hưng Hà đến nút giao của đường cao tốc Hà Nội – Hải Phòng với quốc lộ 39 ở xã Lý Thường Kiệt (Yên Mỹ), cắt qua khu đô thị đại học Phố Hiến vượt đê sông Hồng với cầu Hưng Hà tại địa bàn phường Hồng Châu. Đoạn cầu Hưng Hà dài 2,1 km.